# Florida State Capitol
Das Florida State Capitol in Tallahassee (Florida, USA) ist das State Capitol des Bundesstaats Florida. Das architektonisch und historisch bedeutsame Gebäude wurde in das National Register of Historic Places aufgenommen.
Das Capitol beherbergt Büros von Regierung und Gesetzgebung und die Kammern der Gesetzgebung Floridas, den Senat und das Repräsentantenhaus. Das Capitol befindet sich an der Kreuzung von Apalachee Parkway und Monroe Street im Stadtzentrum von Tallahassee, der Hauptstadt von Florida.
Das Capitol ist Montag bis Freitag von 8:00 bis 17:00 Uhr für die Öffentlichkeit geöffnet (außer an den staatlichen Feiertagen Floridas).

## Geschichte
Tallahassee wurde 1824 als Hauptstadt von Florida gebaut. Die beiden zu der Zeit größten Städte des Territoriums, St. Augustine und Pensacola, hatten sich als Hauptstadt beworben. Da man sich nicht auf eine von beiden einigen konnte, wurde zwischen den beiden Städten eine neue Stadt gegründet. Die erste Territorialregierung residierte in Blockhütten. Der Bau eines Capitols wurde 1826 begonnen, aber nie fertiggestellt. Es wurde 1839 komplett abgerissen um für das heutige Gebäude Platz zu schaffen. Dieses wurde 1845 fertiggestellt, kurz bevor Florida als 27. Bundesstaat den Vereinigten Staaten beitrat. Seitdem wurden verschiedene Anbauten vorgenommen. Frank Millburn nahm die erste Erweiterung vor, indem er die klassisch geformte Kuppel hinzufügte. 1923 fügte Henry Klutho zwei neue Flügel und die Marmor-Innenausstattung hinzu. Abschließend wurde 1936 und 1947 jeweils ein großer Gebäudeflügel für das Repräsentantenhaus und den Senat angebaut.
Am 7. Mai 1973 wurde das Florida State Capitol in das National Register of Historic Places aufgenommen.  Als in den späten 1970er Jahren das neue Capitol gebaut wurde, war das historische Capitol vom Abriss bedroht. Eine Bürgerinitiative, die vom Staatssekretär Bruce Smathers und später von Nancy McDowell geführt wurde, setzte sich erfolgreich für den Erhalt ein. Das Gebäude wurde auf den Stand von 1902 zurückgebaut. Zu den architektonische Besonderheiten gehören die aufwendig gestaltete Glaskuppel, die rot-weiß gestreiften Markisen und eine Darstellung des Siegels des Bundesstaates Florida über den Säulen am Eingang.

## Architektur und Gestaltung

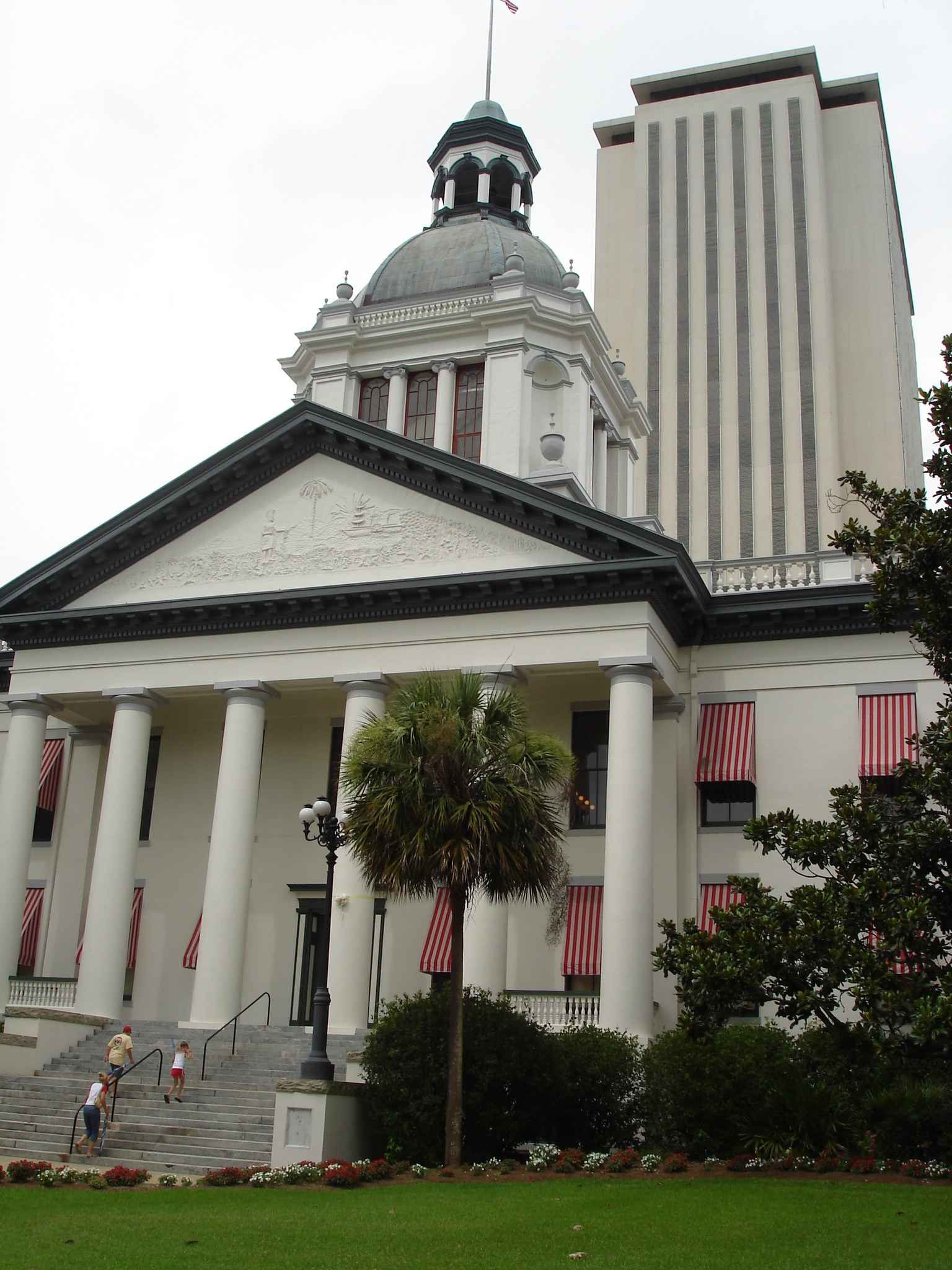
Gebäude des Florida Capitols (Altes Capitol im Vordergrund)

Der Entwurf für den Capitol Komplex war ein Joint Venture der Architekturbüros Edward Durell Stone aus New York City und Reynolds, Smith and Hills aus Jacksonville.
Das Capitol ist 105 m hoch, hat 22 Etagen und drei unterirdische Geschosse. Der 6. Stock ist nur mit einem Frachtaufzug zu erreichen. Der Gouverneur und die Mitglieder des Kabinetts haben ihre Büros im Erdgeschoss.
Die nächsten drei Etagen belegen:
- die Sitzungssäle von Senat und Repräsentantenhaus
- der Senat: Präsident, Sekretär und Sergeant at Arms
- das Repräsentantenhaus: Sprecher, Schriftführer und Sergeant at Arms
- einige Ausschüsse der Gesetzgebung und Besprechungsräume sowie Büros der Abgeordneten.

Die Kammern der Gesetzgebung befinden sich in der 4. Etage, ihre Besuchertribünen befinden sich in der 5. Etage. Zwischen der Aussichtsplattform und dem fünften Stock sind Büros von Exekutive und Legislative. Im Untergeschoss ist eine Cafeteria, im 10. Stock ist eine Snackbar und direkt am westlichen Eingang von der Plaza her, liegt das Florida Welcome Center. Die Bürogebäude von Senat und Repräsentantenhaus haben 4 Etagen und befinden sich an den gegenüberliegenden Enden des Capitol Komplexes. Der 2. und 3. Stock der Bürogebäude sind durch Brücken mit dem Capitol verbunden. In diesen Gebäuden befinden sich überwiegend Tagungsräume und Verwaltungsbüros. Das Knott Building wurde 1999 mit einem Skyway mit dem Capitol verbunden. Die Westfront ist formell als Waller Park bekannt, benannt nach Curtis L. Waller, Richter am United States Court of Appeals. Im Jahr 2003 wurde die Delphinstatue „Stormsong“ mit der Waller Park’s Florida Heritage Fountain aufgestellt.

## Statistik
Beim Bau des Capitol wurden verbraucht:
- 3.700 t Baustahl
- 2.800 t Bewehrungsstahl
- 19.000 m³ Beton
- 1.100 m² Walnussvertäfelung
- 45.000 l Farbe
- 5.800 m² italienischer Marmor
- 6.000 m² Teppich
- 8.500 m²  Terrazzoböden
- 48 km Telefonkabel
- 400 km Stromkabel

Während der Bauzeit von 1016 Tagen wurden 3,2 Mio. Arbeitsstunden geleistet. Das gesamte Areal hat eine Fläche von 66,700 m², genug Grundstücksfläche für 400 Häuser. Im Capitol gibt es 66 öffentliche Toiletten, 40 Treppen, 14 Aufzüge, eine Tiefgarage mit 360 Parkplätzen und über 2000 Türen. Die Baukosten betrugen 43.070.741 USD. Weitere 1.957.338 USD wurden für die Landschaftsgestaltung, die Plaza, Fontänen und die Treppe an der Westseite aufgewendet. Die Gesamtsumme betrug 45.028.079 USD.
Ungefähr 1500 Menschen arbeiten einen großen Teil des Jahres im Capitol. Wenn jedoch die Gesetzgebung tagt, befinden sich annähernd 5000 Leute im Gebäude. Die Architekten und Ingenieure, die das Capitol entworfen und gebaut haben, schätzen die Lebensdauer auf 100 Jahre.

## Interessante Orte

### Capitol-Komplex

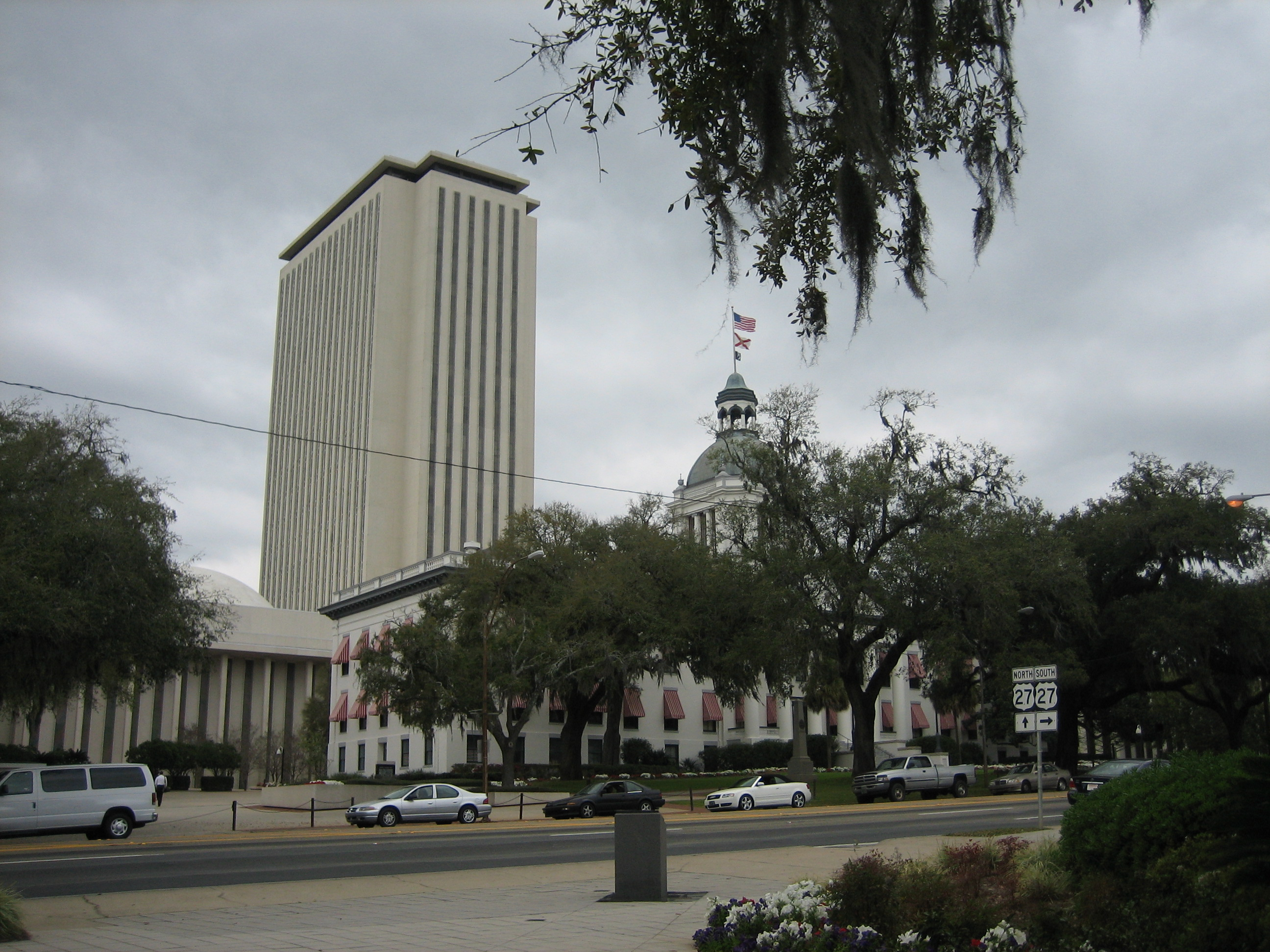
Grounds of the Florida State Capitol

An der nordöstlichen Ecke der befindet sich der Florida Sri Chinmoy Peace State Marker. Östlich des Bürogebäudes des Repräsentantenhauses ist eine Kopie der Liberty Bell. Die Kopie war ein Geschenk der Vereinigten Staaten an die Bürger Floridas als Erinnerung an den Verkauf von Bundesschatzbriefen im Jahr 1950. Im Innenhof des Capitols befindet sich ein Denkmal zur Erinnerung an Martin Luther King, gewidmet 1984. Südlich des King Memorial ist das Denkmal der Strafverfolgung der Fraternal Order of Police (gewidmet 2000). Das Denkmal zeigt die Namen von Polizisten, die im Dienst getötet wurden. Außerhalb des Bürogebäudes des Senates ist ein Denkmal für die Träger des Purple Heart aus Florida. Auf der Rasenfläche des Old Capitol stehen zwei Obelisken aus Marmor. Der nördliche Obelisk ist den Männern aus dem Leon County gewidmet, die im Bürgerkrieg gefallen sind. Der andere Oblisk ist ein Denkmal für Capt. John Parkhill, der in Palm Hammock (Florida) getötet wurde, als er die Freiwilligen aus Leon bei der Jagd auf Seminolen-Indianer anführte. Etwas nordwestlich des Bürgerkriegsobelisks ist der Old Capitol Historical Marker. An der Südwand des Westpark-Eingangs befindet sich eine Tafel, die an das Gesetz erinnert, das diesen Bereich nach Richter Curtis L. Waller benannt hat. Die Florida Heritage Fountain und Stormsong befinden sich in der Mitte des Waller-Parks.

### Capitol

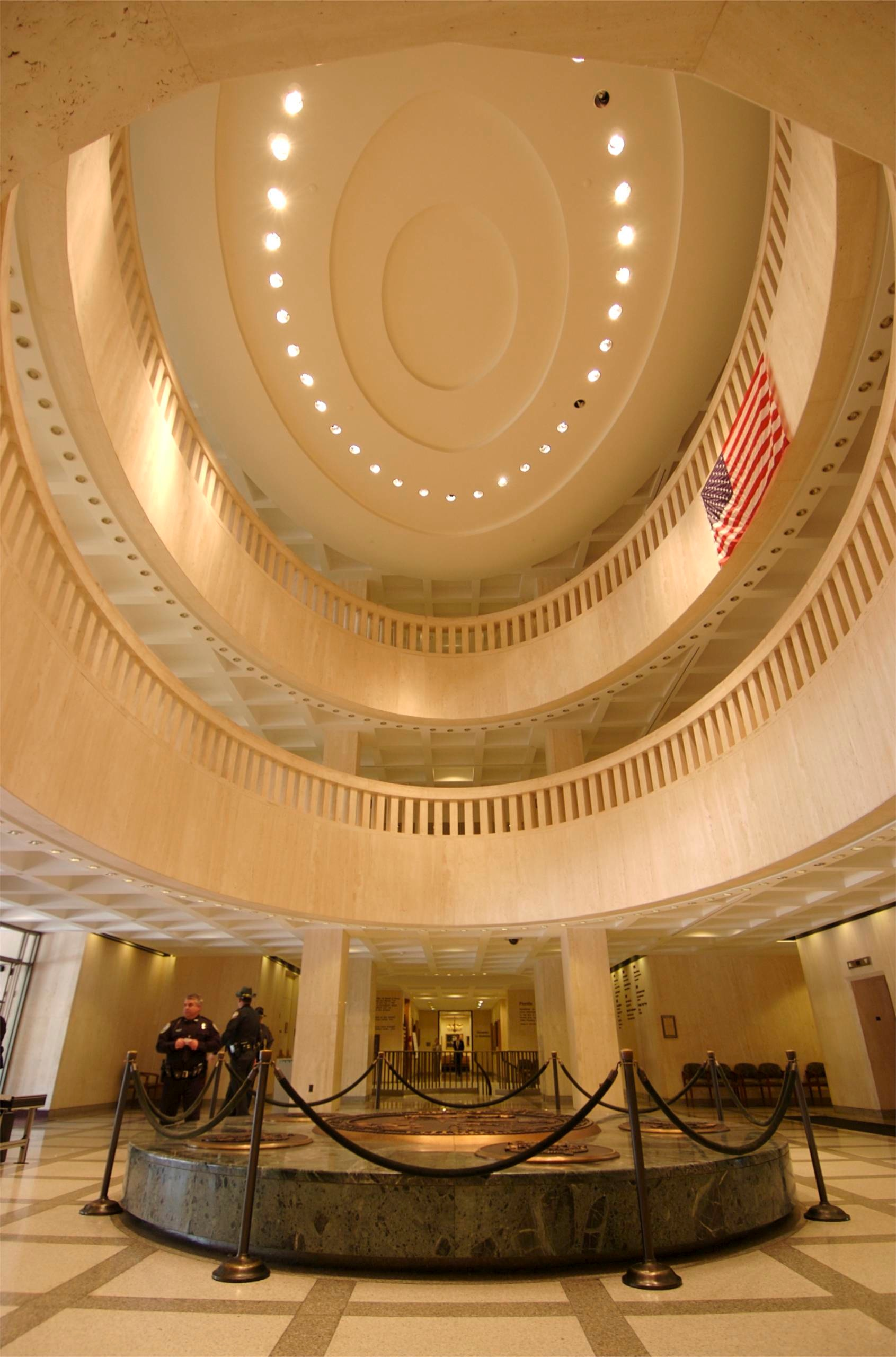
Florida State Capitol, Innenansicht

Der Plaza Level bietet neben den Büros des Gouverneurs und des Kabinetts noch weitere interessante Punkte. In der Rotunde gibt es eine Bronzekopie des Staatssiegel von Florida, das zur Zeit der Fertigstellung des Gebäudes gültig war. Es ist von kleineren Siegeln umrundet, die die großen souveränen Nationen repräsentieren, die Florida kontrollierten: (Frankreich, Spanien, Großbritannien, the Konföderierte Staaten von Amerika und Vereinigten Staaten). Nördlich der Rotunde sind Floridas Ruhmeshalle für Frauen und die Ehrenwand für gestorbene Feuerwehrmänner. Im Süden sind die Ruhmeshalle für Künstler aus Florida und ein Denkmal für die Empfänger der Congressional Medal of Honor von Florida. Südwestlich ist die Heritage Chapel, ein Meditationsbereich. Gegenüber der Kapelle ist eine Tafel mit der Aufschrift “Diese Tafel ist Senator Lee Wisenborn gewidmet, dessen tapferen Bemühungen das Capitol nach Orlando zu geben, die Hauptmotivation zum Bau dieses Gebäudes waren”. Im westlichen Teil der Plaza Level findet man das Florida Welcome Center und die Wandmalereien "Images of the Sunshine State" von James Rosenquist. Das Florida Welcome Center bietet Karten, Broschüren und damit verbundenen Informationen.
Die Besuchertribünen für Repräsentantenhaus und Senat sind im 5. Stock. Eine Reihe von Wandmalereien an Floridas Geschichte von Christopher Still umrahmen die Etage des Repräsentantenhauses. Vor der Tribüne des Senats befindet sich das Wandbild Five Flags von Renee Faure, das die fünf Flaggen und Personen aus der Geschichte Floridas zeigt.
Im 22. Stock des Capitols befindet sich die geschlossene Aussichtsplattform. Sie liegt 94 m über der Plaza und 156 m über dem Meeresspiegel und ist in Ost- und Westseite unterteilt. Im Ostteil befindet sich eine Kunstgalerie mit wechselnden Ausstellungen von Künstlern aus Florida. Der Westteil kann für Veranstaltungen gemietet werden. An der Südmauer befindet sich der „Freedom Shrine“, eine Sammlung von Kopien historischer Dokumente, z. B. der Verfassung der Vereinigten Staaten.

### Florida Legislative Research Center & Museum
Das Capitol beherbergt das Florida Legislative Research Center & Museum, welches Exponate über die Geschichte von Floridas Gesetzgebung zeigt. Die Archive umfassen Kunstwerke, historische Fotografien und Oral Histories. Die Galerie im historischen Capitol zeigt wechselnde Ausstellungen von Fotografien aus dem Museum.